# Andeimalva
|  | Dieser Artikel wurde aufgrund von formalen oder inhaltlichen Mängeln in der Qualitätssicherung Biologie im Abschnitt „Ausbaubedürftige Artikel“ zur Verbesserung eingetragen. Dies geschieht, um die Qualität der Biologie-Artikel auf ein akzeptables Niveau zu bringen. Bitte hilf mit, diesen Artikel zu verbessern! Artikel, die nicht signifikant verbessert werden, können gegebenenfalls gelöscht werden. Lies dazu auch die näheren Informationen in den Mindestanforderungen an Biologie-Artikel. Begründung: Kein ausreichender Artikel. --Hydro (Diskussion) 13:30, 26. Jul. 2025 (CEST) |

Andeimalva ist eine Gattung von Blütenpflanzen aus der Familie der Malvengewächse.
Ihr ursprüngliches Verbreitungsgebiet erstreckt sich von Peru bis Chile.

## Spezies
- Andeimalva chilensis (Gay) J.A.Tate
- Andeimalva machupicchensis (Krapov.) J.A.Tate
- Andeimalva mandonii (Baker f.) J.A.Tate
- Andeimalva peruviana Dorr & C.Romero
- Andeimalva spiciformis (Krapov.) J.A.Tate